# Bergen (dominospel)
Bergen är ett sällskapsspel som tillhör kategorin dominospel. Kännetecknande för Bergen är att spelarna kan notera poäng under pågående spel och inte bara, som i de flesta andra dominospel, efter det att omgången är färdigspelad.
2–4 spelare kan delta, och en uppsättning med 28 dominobrickor (0–6 ögon) används. Spelarna tar sex brickor var; vid spel på tre eller fyra kan man nöja sig med fem brickor vardera. Spelaren med den lägsta, alternativt högsta, dubbelbrickan börjar. Samma grundläggande regler som i traditionell domino gäller, med tillägget att den spelare som lägger ut en bricka så att radens båda ändar visar lika många ögon får 2 poäng; skulle det då finnas en dubbelbricka i ena änden blir belöningen i stället 3 poäng. 1 poäng delas också ut till den spelare som inledde spelet.
En spelare som inte har någon lämplig bricka att spela drar en (inte mer) från högen. Vid spelets avslutning får den som gjort domino, alltså lagt ut sin sista bricka, 1 poäng. Skulle spelet låsa sig går i stället denna poäng till den spelare som har minst antal ögon på sina återstående brickor, eller, i första hand, till den som inte har kvar någon dubbelbricka eller sitter med den lägsta dubbelbrickan. Den deltagare som först kommer upp till 15 poäng vinner partiet.
Det är möjligt att spelet har fått sitt namn efter den norska staden Bergen eller den nederländska staden Bergen op Zoom.